# Ananias e Safira

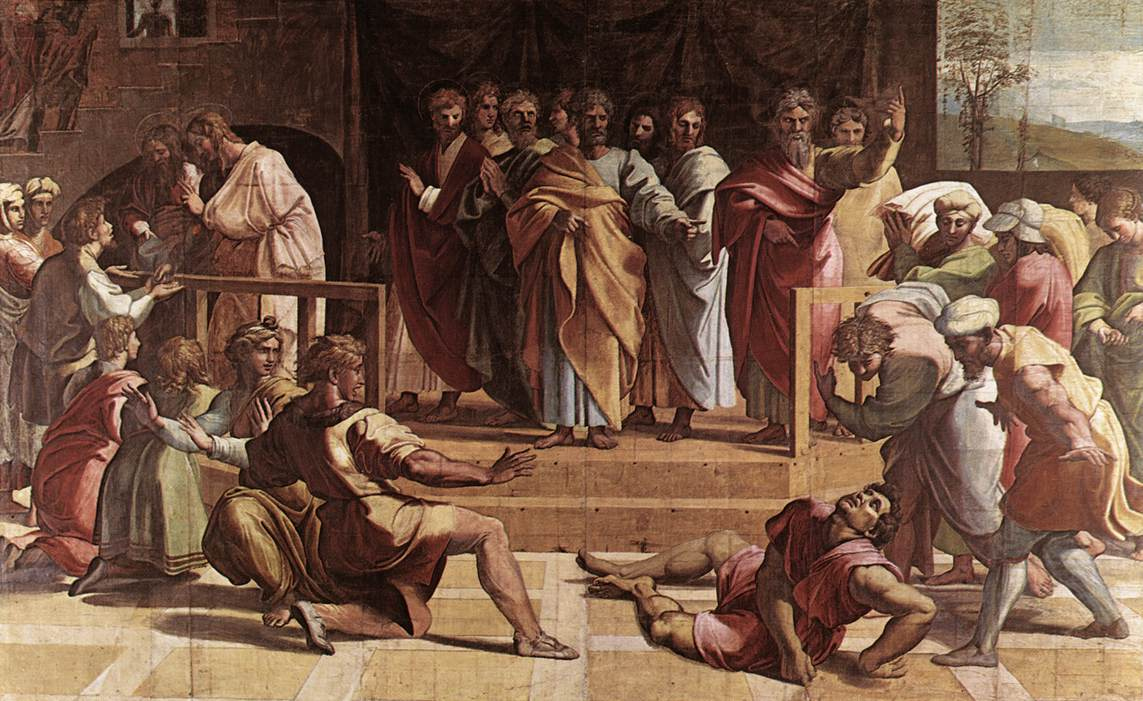
A morte de Ananias, por Rafael

Ananias (em hebraico: חָנַנְיָהּ; romaniz.:  Chānanyah) e sua esposa Safira (em hebraico: שפירא; romaniz.: Ṣafīrah ) eram, de acordo com Atos dos Apóstolos, os membros da igreja cristã primitiva em Jerusalém. De acordo com o livro de atos dos apóstolos, os dois morreram de morte instantânea por não serem sinceros, e após omitirem verdades para os demais cristãos do grupo em que pertenciam.

## A história
O capítulo 4 de atos encerra afirmando que os primeiros seguidores de Jesus não consideravam suas posses como sendo suas, mas eles tinham tudo em comum para usar o que tinham em benefício daqueles que precisavam. Barnabé, um levita de Chipre, vendeu um terreno e doou o lucro para os apóstolos.
No capítulo 5, Ananias e Safira também venderam suas terras, mas retiveram uma parte das vendas, tendo decidido que não iriam dar tudo para a bolsa comum. Ananias apresentou a sua doação para Pedro dizendo que era o valor total. Pedro respondeu: "Por que é que Satanás encheu seu coração a ponto de você mentir ao Espírito Santo?". Pedro salientou que Ananias estava no controle do dinheiro e poderia dar ou usá-lo como bem entendesse, mas que ele tinha retido de Pedro e mentiu sobre isso, e afirmou que Ananias não só mentiu para Pedro, mas também para Deus. Ananias morreu no mesmo instante, e como resultado, todos os que viram e ouviram o acontecido ficaram com medo. Três horas mais tarde, sua esposa disse a mesma mentira e sofreu o mesmo destino.

## Interpretação
Alguns estudiosos dizem que pode ser uma releitura da história de Acã em Josué 7. Também foi argumentado que a história subjacente é de um julgamento em que o casal foi acusado, dada uma chance para explicar-se, considerado culpado e depois condenado à morte. Isto seria coerente com paralelos entre a organização dos judeus de Nazaré, e que dos essênios, que exigiram semelhantes punições severas para infrações de suas regras. O arcebispo João Crisóstomo do quarto século alude em seguida descarta a ideia de que Pedro poderia assim ser responsabilizado pela morte do casal.